# 什魯斯伯里 (密蘇里州)
什魯斯伯里（英語：Shrewsbury）是位於美國密蘇里州聖路易斯縣的城市。

## 人口
根據2020年美國人口普查的數據，什魯斯伯里的面積為3.73平方千米，皆為陸地。當地共有人口6406人，而人口密度為每平方千米1,717人。